# Унтербех
Унтербех (нім. Unterbäch) — громада  в Швейцарії в кантоні Вале, округ Західний Рарон.

## Географія
Громада розташована на відстані близько 80 км на південь від Берна, 34 км на схід від Сьйона.
Унтербех має площу 22,1 км², з яких на 1,9% дозволяється будівництво (житлове та будівництво доріг), 25,8% використовуються в сільськогосподарських цілях, 29,9% зайнято лісами, 42,4% не є продуктивними (річки, льодовики або гори).

## Демографія
2019 року в громаді мешкало 437 осіб (+9% порівняно з 2010 роком), іноземців було 5,5%. Густота населення становила 20 осіб/км².
За віковим діапазоном населення розподілялося таким чином: 16% — особи молодші 20 років, 57,4% — особи у віці 20—64 років, 26,5% — особи у віці 65 років та старші. Було 196 помешкань (у середньому 2,2 особи в помешканні).
Із загальної кількості 150 працюючих 35 було зайнятих в первинному секторі, 15 — в обробній промисловості, 100 — в галузі послуг.